# Bimenes
Bimenes è un comune spagnolo situato nella comunità autonoma delle Asturie.